# Шкурат (село)
Шкурат (укр. Шкурат) — село в Поворской сельской общине Ковельского района Волынской области Украины.
Код КОАТУУ — 0722183204. Население по переписи 2001 года составляет 58 человек. Почтовый индекс — 45045. Телефонный код — 3352. Занимает площадь 0,98 км².